# Tonight: Franz Ferdinand
Tonight: Franz Ferdinand är det skotska bandet Franz Ferdinands tredje studioalbum. Det släpptes i Storbritannien på Domino Records den 26 januari 2009, och två dagar senare i Sverige via det representerande skivbolaget Playground Music. Spåret "Ulysses" släpptes den 19 januari 2009 som skivans första singel.

## Låtlista
1. "Ulysses" - 3:11
2. "Turn It On" - 2:20
3. "No You Girls" - 3:41
4. "Send Him Away" - 2:59
5. "Twilight Omens" - 2:29
6. "Bite Hard" - 3:26
7. "What She Came For" - 3:52
8. "Live Alone" - 3:29
9. "Can't Stop Feeling" - 3:02
10. "Lucid Dreams" - 7:56
11. "Dream Again" - 3:18
12. "Katherine Kiss Me" - 2:55